# Plateau-des-Petites-Roches
Pour les articles homonymes, voir Petites Roches (homonymie).
Plateau-des-Petites-Roches est une commune nouvelle française résultant de la fusion — au 1er janvier 2019 — des communes de Saint-Bernard, Saint-Hilaire et Saint-Pancrasse, située dans le département de l'Isère, en région Auvergne-Rhône-Alpes.

## Géographie

### Localisation et topographie
Cette commune nouvelle est située dans la partie orientale du massif de la Chartreuse, en balcon au-dessus du Grésivaudan, face à la chaîne de Belledonne à l'est, entre les agglomérations de Chambéry au nord et de Grenoble au sud.
Son territoire communal est centré sur le plateau des Petites Roches qui lui a donné son nom. Le rebord de la falaise dominant le Grésivaudan forme ainsi la limite communale au sud et à l'est. À l'ouest, elle passe par la ligne de crête jalonnée du Pravouta, du col des Ayes, de la dent de Crolles et des rochers de Bellefont qui s'étirent vers le nord. Au dôme de Bellefont, le territoire communal déborde sur le versant occidental de l'aulp du Seuil jusqu'aux Lances de Malissard. Au nord, il s'arrête côté Chartreuse à la pointe de Blonnière, aux portes du cirque de Saint-Même, et côté Grésivaudan il s'appuie sur le torrent de Bresson jusqu'à la cascade de l'Enversin. Son territoire communal est ainsi relativement élevé en altitude, s'étageant entre environ 600 mètres à la cascade de l'Enversin et 2 062 mètres à la dent de Crolles ; la majorité des fermes, hameaux et villages se trouvent à une altitude de 900 à 1 000 mètres.

### Géologie

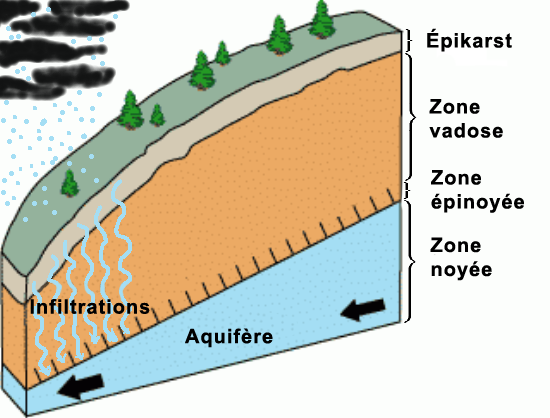
Schéma de l'hydrosystème karstique.

La Chartreuse est un massif subalpin calcaire appartenant à l'ensemble des Préalpes françaises. Ce type de massif culmine généralement autour de 2 000 m d'altitude, bien que le massif de la Chartreuse soit, en moyenne moins élevé que ses deux principaux massifs préalpins voisins, le Massif des Bauges et le Massif du Vercors, mais son relief en est pour autant bien plus prononcé.
En effet, par rapport à ces autres massifs, la Chartreuse est caractérisée par un relief inversé car des roches calcaires ont été plissées, au moment de la grande poussée alpine et ont entrainé des formes en dépressions dites synclinaux qui se trouvent être perchés au sommets des plateaux. Ces formes géologiques originales sont une des principales caractéristiques géologiques de ce massif.
La Chartreuse est également caractérisée par son relief fracturé, avec notamment des failles transversales et de nombreuses types de fractures. Ce massif subit également d'importantes précipitations et l'eau qui en est la résultante a une action très érosive sur les calcaires transformant ainsi le sous-sol de la Chartreuse en véritable gruyère qui se caractérise par des vides souterrains assez importants. Le côté oriental du massif présente un des plus grands réseaux karstiques de France comme au niveau de la Dent de Crolles mais également du côté de la commune de Sainte-Marie-du-Mont qui possède son propre réseau de galeries en sous-sol.

### Climat
Pour des articles plus généraux, voir Climat d'Auvergne-Rhône-Alpes et Climat de l'Isère.
En 2010, le climat de la commune est de type climat de montagne, selon une étude du Centre national de la recherche scientifique s'appuyant sur une série de données couvrant la période 1971-2000. En 2020, Météo-France publie une typologie des climats de la France métropolitaine dans laquelle la commune est exposée à un climat de montagne ou de marges de montagne et est dans la région climatique Alpes du nord, caractérisée par une pluviométrie annuelle de 1 200 à 1 500 mm, irrégulièrement répartie en été.
Pour la période 1971-2000, la température annuelle moyenne est de 9,7 °C, avec une amplitude thermique annuelle de 17,7 °C. Le cumul annuel moyen de précipitations est de 1 369 mm, avec 9,3 jours de précipitations en janvier et 8,4 jours en juillet. Pour la période 1991-2020, la température moyenne annuelle observée sur la station météorologique de Météo-France la plus proche, « St-Pierre-les Egaux », sur la commune de Saint-Pierre-de-Chartreuse à 7 km à vol d'oiseau, est de 8,7 °C et le cumul annuel moyen de précipitations est de 1 787,2 mm,. Pour l'avenir, les paramètres climatiques de la commune estimés pour 2050 selon différents scénarios d'émission de gaz à effet de serre sont consultables sur un site dédié publié par Météo-France en novembre 2022.

## Urbanisme

### Typologie
Au 1er janvier 2024, Plateau-des-Petites-Roches est catégorisée commune rurale à habitat dispersé, selon la nouvelle grille communale de densité à sept niveaux définie par l'Insee en 2022.
Elle est située hors unité urbaine. Par ailleurs la commune fait partie de l'aire d'attraction de Grenoble, dont elle est une commune de la couronne,. Cette aire, qui regroupe 204 communes, est catégorisée dans les aires de 700 000 habitants ou plus (hors Paris),.

### Risques naturels et technologiques

#### Risques sismiques
L'ensemble du territoire de la commune de Plateau-des-Petites-Roches est situé en zone de sismicité n°4, à l'instar de l'ensemble des territoires des communes du massif de la Chartreuse et de la vallée du Gréisvaudan.
| Type de zone | Niveau            | Définitions (bâtiment à risque normal) |
| ------------ | ----------------- | -------------------------------------- |
| Zone 4       | Sismicité moyenne | accélération = 1,6 m/s2                |

## Toponymie
Le nom de la commune nouvelle fait référence à sa situation géographique : les trois communes déléguées sont situées sur le plateau des Petites Roches.

## Histoire
Pour la période précédant la fusion, Il convient de se reporter aux articles consacrés aux anciennes communes concernées.

### Préhistoire
Durant la période de l'âge du bronze, des hommes  fréquentèrent le plateau des petites Roches. Cette présence est attestée sur le sol de la commune par la découverte d’objets en bronze sur le site de la grotte de la Rousse à 1 550 m d'altitude. Dans cette cavité, il a été effectivement trouvé sept vases du bronze final, entièrement conservés, provenant du nord de la Lombardie.

### Antiquité
Le territoire de Sainte-Marie-du-Mont, dominant la vallée du Grésivaudan, au pied des plus hauts sommets du massif de la Chartreuse se situait, durant cette période, en plein cœur du territoire des Allobroges, ensemble de tribus gauloises qui occupaient l'ancienne Savoie, le nord et le centre du Dauphiné.

### Époque contemporaine
L’école de Saint-Pancrasse est la première à être ouverte sur le plateau en 1833. Le bâtiment de l’école est construit en 1890, avant ça, l’école se fait dans un grenier. L’école des filles se fait dans une grange à partir de 1858. À Saint-Bernard, l’école des filles est créée dès 1835 dans la paroisse du curé du village. Le maire fait construire une maison en pierre en 1840 et, déclarée insalubre en 1875, elle est remplacée par l’actuelle en 1881. L’école de Saint-Hilaire est créée en 1836, la classe se fait dans divers locaux loués à des particuliers. Après de nombreuses discussions entre les autorités civiles et religieuses sur l'emplacement de l’école, elle est construite sur un terrain paroissial en 1862. L’école des filles est ouverte en 1840, située sur le chemin qui conduit au pas de Fret. Elle est transférée en 1872 à l’emplacement de la poste actuelle, sur un terrain paroissial également.
La commune est créée au 1er janvier 2019 par un arrêté préfectoral du 18 décembre 2018.

## Politique et administration

### Liste des maires
| Période        | Période  | Identité                       | Étiquette | Qualité                                                                              |
| -------------- | -------- | ------------------------------ | --------- | ------------------------------------------------------------------------------------ |
| 8 janvier 2019 | mai 2020 | Alain Rougier                  | SE        | Cadre du secteur privé, Guide Haute montagne Ancien maire-adjoint de Saint-Pancrasse |
| mai 2020       | En cours | Mme Dominique Clouzeau-Germain |           |                                                                                      |

### Communes déléguées
| Nom                   | Code Insee | Intercommunalité          | Superficie (km2) | Population (dernière pop. légale) | Densité (hab./km2) |
| --------------------- | ---------- | ------------------------- | ---------------- | --------------------------------- | ------------------ |
| Saint-Hilaire (siège) | 38395      | CC Le Grésivaudan         | 8,61             | 1 367 (2016)                      | 159                |
| Saint-Bernard         | 38367      | CC du Pays du Grésivaudan | 21,59            | 630 (2016)                        | 29                 |
| Saint-Pancrasse       | 38435      | CC du Pays du Grésivaudan | 6,71             | 463 (2016)                        | 69                 |

## Population et société

### Démographie
L'évolution du nombre d'habitants est connue à travers les recensements de la population effectués dans la commune depuis sa création.

En 2022, la commune comptait 2 432 habitants, en évolution de −1,14 % par rapport à 2016 (Isère : +3,07 %, France hors Mayotte : +2,11 %).
| 2016  | 2021  | 2022  |
| ----- | ----- | ----- |
| 2 460 | 2 415 | 2 432 |

### Enseignement
La commune est rattachée à l'académie de Grenoble.

### Médias
La commune est située sur l'aire de diffusion de radio Ici Isère, une radio publique qui émet sur tout le territoire du département de l'Isère.

## Économie

### Activités touristiques
- Le terrain de vol en parapente et en deltaplane, entre autres pendant la Coupe Icare[19] ;
- le funiculaire de Saint-Hilaire-du-Touvet[20] construit pour accéder au sanatorium des étudiants de France et utilisé actuellement pour accéder facilement au plateau ; (actuellement fermé jusqu'en 2027)[21];
- la station de sports d'hiver des Petites Roches[22] ;
- la Via ferrata[23];
- l'espace ludique du col de Marcieu[24].

## Culture locale et patrimoine

### Lieux et monuments

#### Commune déléguée de Saint-Bernard

##### Patrimoine religieux

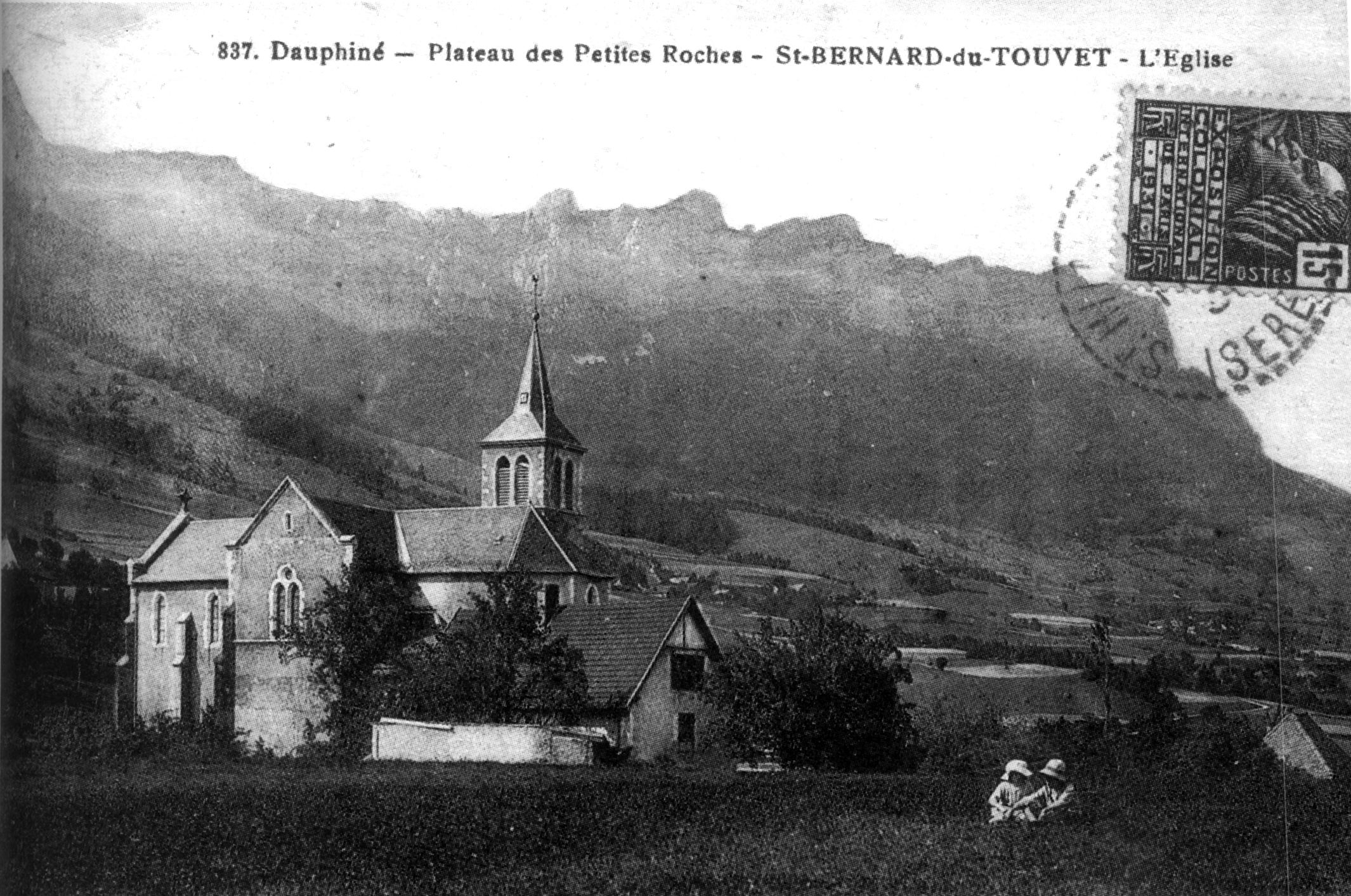
Carte postale montrant l'église de Saint-Bernard vers 1930.

À Saint-Bernard, se trouve l'ancien monastère Notre-Dame-des-Petites-Roches qui n'est désormais plus en activité, géré anciennement par des sœurs cisterciennes bernardines d'Esquermes venant de Lille.
Trois édifices religieux se situent sur le territoire communal : une église traditionnelle dans le village, une chapelle récemment restaurée au lieu-dit Saint-Michel près du col de Marcieu, et une chapelle en bois dans le monastère des sœurs cisterciennes. L'église d'origine, bâtie par les religieux de Saint-Martin-de-Miséré et dédiée à Saint Bernard de Clairvaux, est documentée à partir du XIe siècle. L'église actuelle, aux Pelloux, date de 1836.

##### Patrimoine civil
Le hameau de la Bâtie, dont le toponyme pourrait révéler la présence d'une maison forte (une bâtie médiévale fortifiée) qui n'a pas laissé de traces, recèle des vieilles maisons.

#### Commune déléguée de Saint-Hilaire

##### Patrimoine religieux
- L'église Saint-Hilaire de Saint-Hilaire :

En 1827 fut prise la décision de remplacer l’ancienne église devenue insalubre par une nouvelle. François Gerente curé de Saint-Hilaire fut le principal artisan de cette décision. Après de longues tergiversations il fut décidé de construire la nouvelle église sur les ruines de l’ancienne. Pierre Chatain de Saint-Hilaire dirigea les travaux. Une grande partie des matériaux utilisés furent pris sur les ruines du château épiscopal. La construction fut financée par le curé François Gerente lui-même et par les habitants de Saint-Hilaire. Le 7 août 1931, l’évêque consacra cette nouvelle église. Peu de temps après, Pierre Gerente quitta le plateau pour entrer au couvent de la Grande Chartreuse.
En 1832 furent fondues et installées les deux cloches, une en si bémol et l'autre en ré.
En 1836, un orgue mécanique fut installé derrière l'autel.
En 1855, la nef de l'église qui était enterrée fut remise au niveau du sol et l'église a acquis son aspect actuel.
Les vitraux des chapelles latérales datent de 1964.

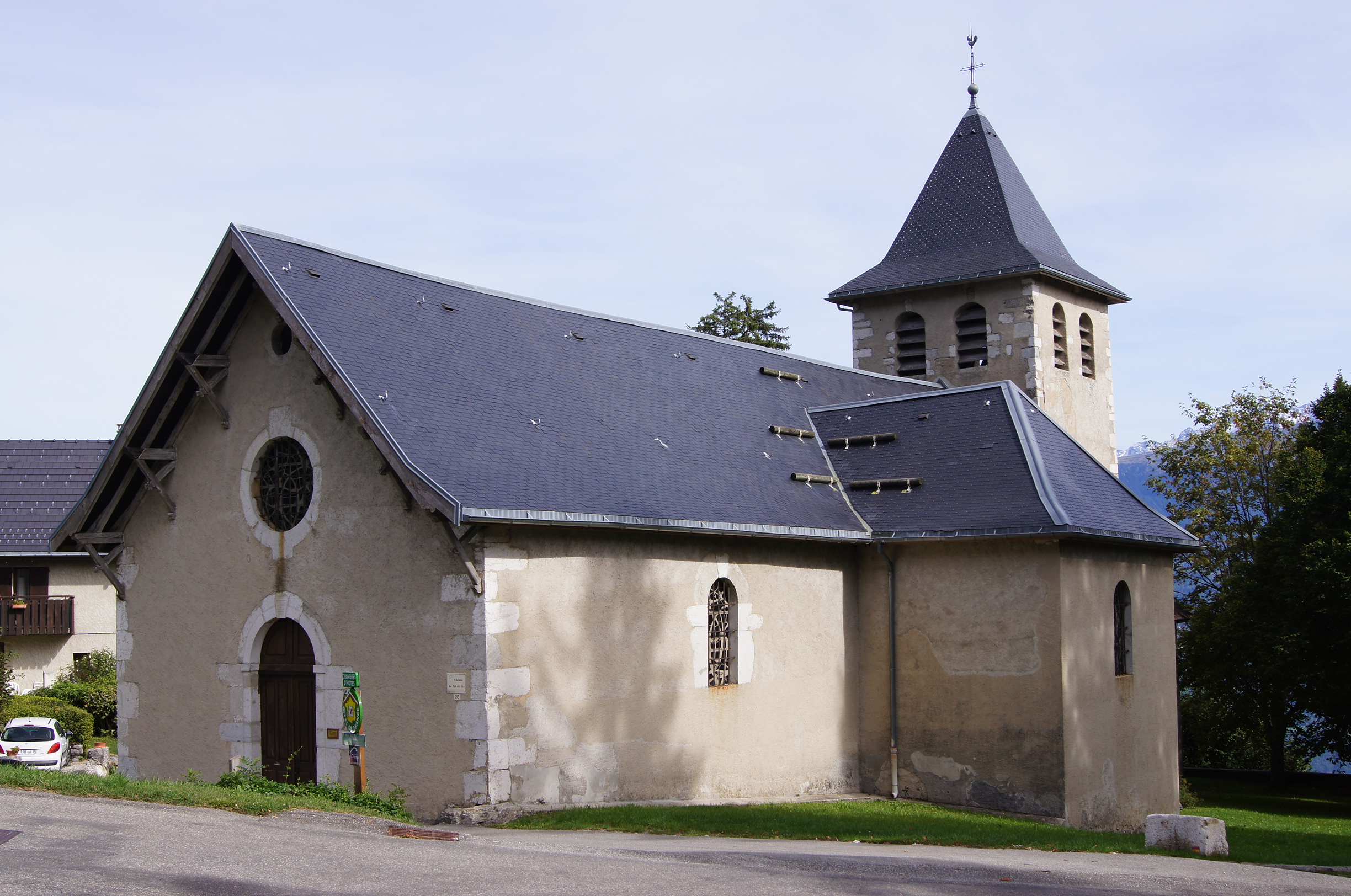
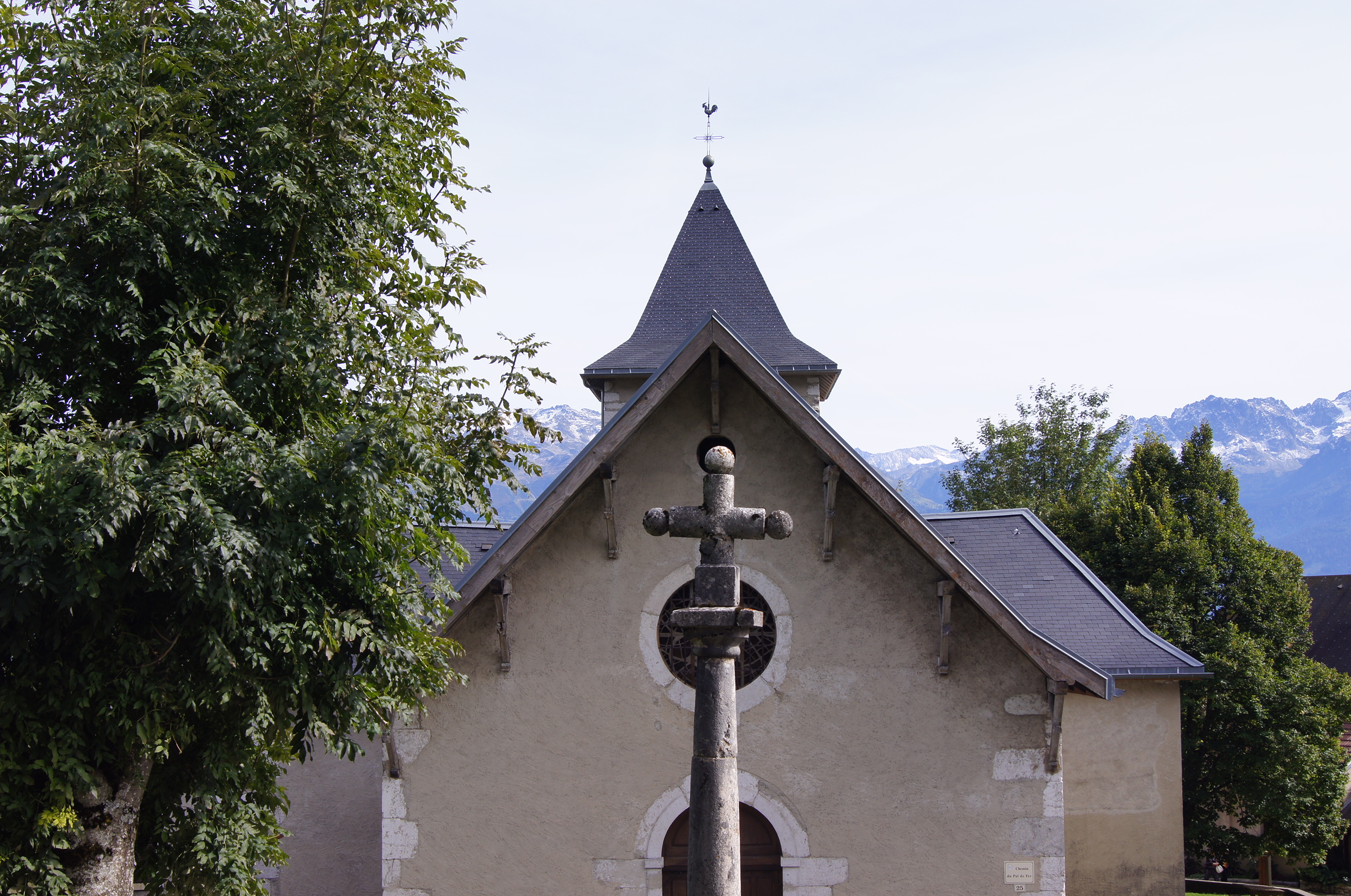
Église de Saint-Hilaire.
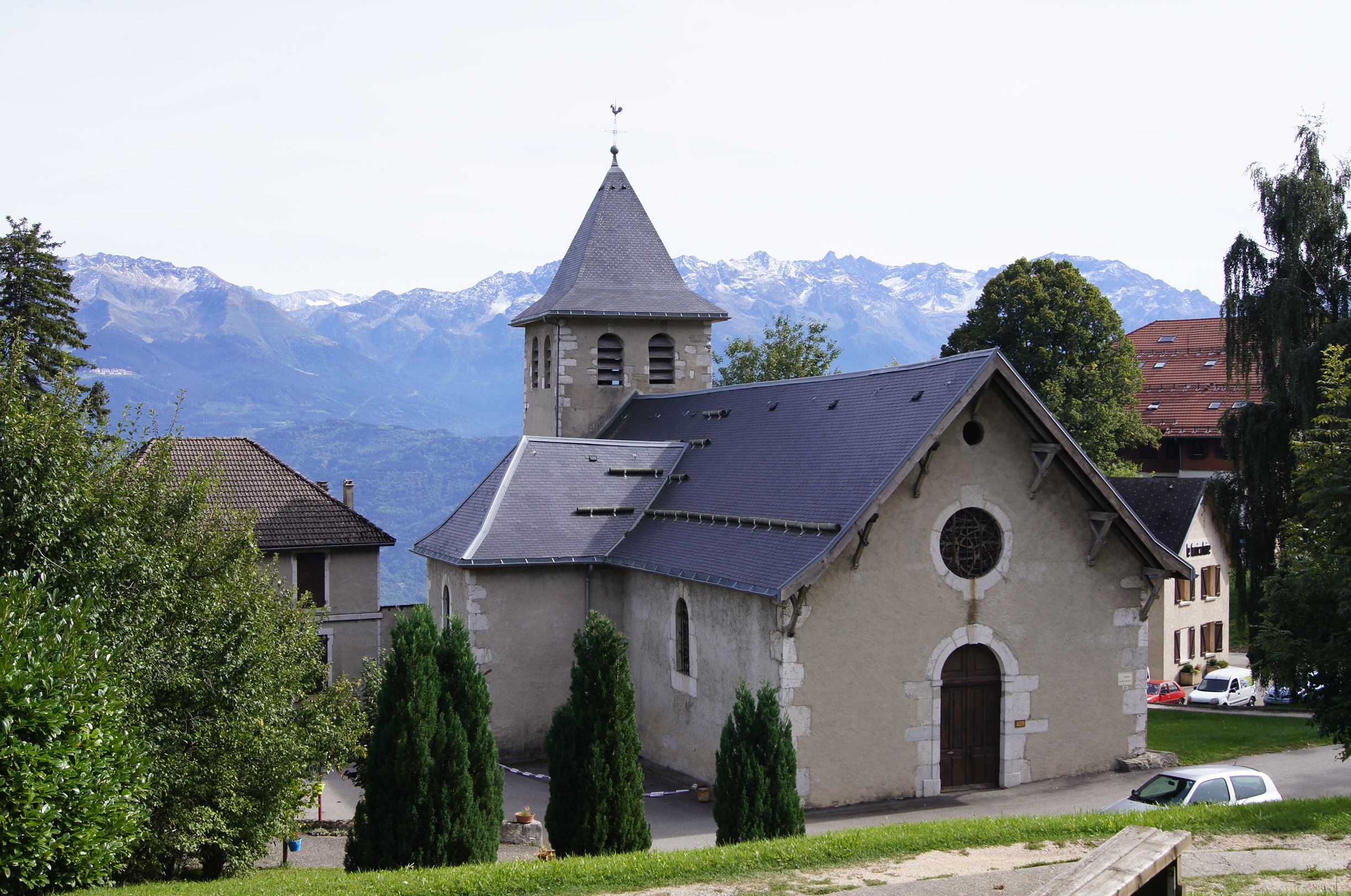

##### Patrimoine civil

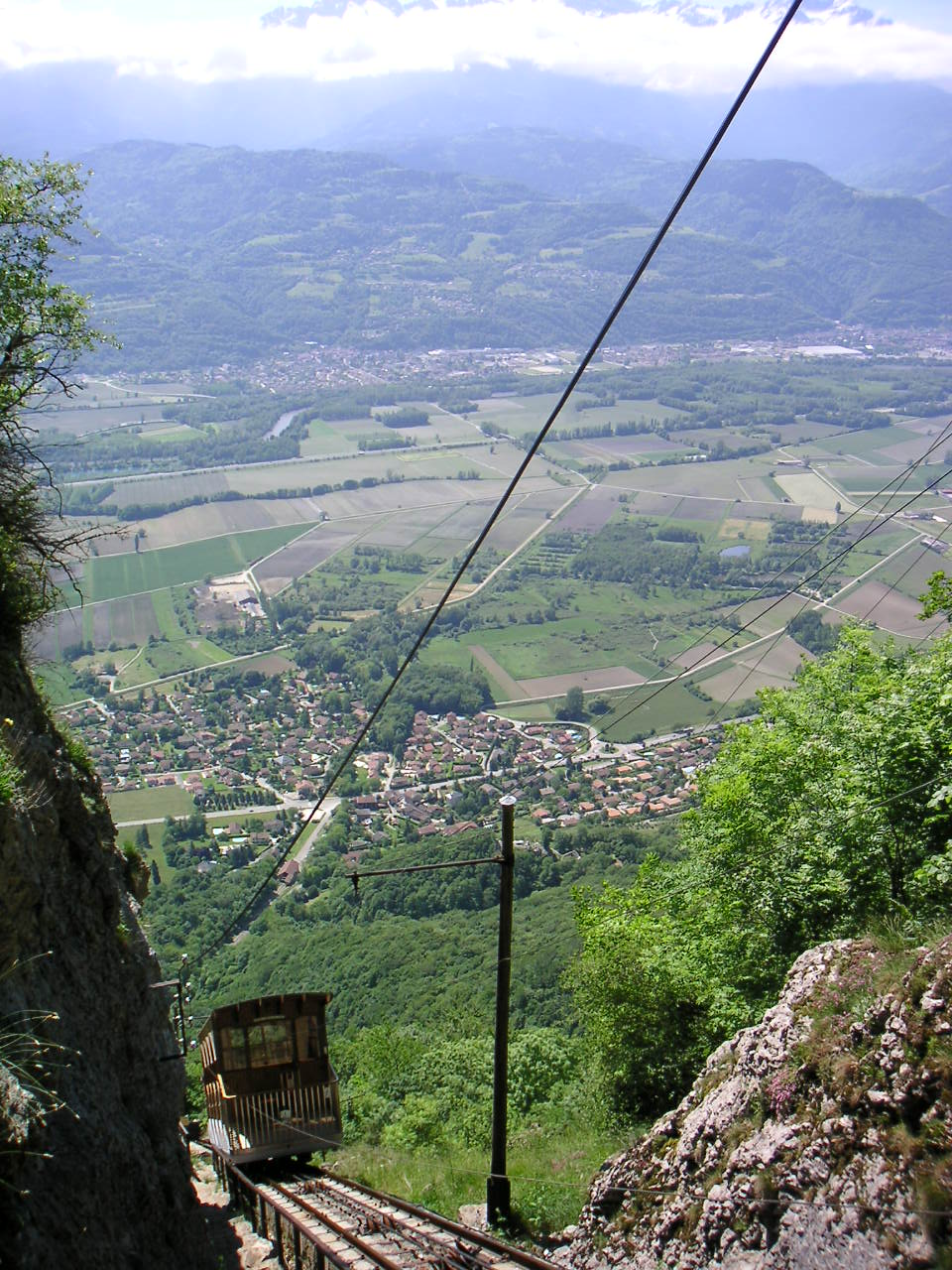
Prise de vue du funiculaire depuis le sentier du Pal de Fer. En arrière-plan : le hameau de Montfort (Crolles) au centre et Froges de l'autre côté de l'Isère.

- Funiculaire de Saint-Hilaire-du-Touvet

Construit dans les années 1920, il réalise l'exploit de gravir la pente la plus forte d'Europe (83 % par endroits) et permet de gravir les 740 mètres de dénivellation en 20 minutes. Ouvert d'avril à mi-décembre avec possibilité de visiter la machinerie à la gare haute, ce funiculaire réalisé à voie unique sur 1 480 mètres comporte une courte section à doubles voies à mi-parcours pour autoriser le croisement des deux voitures.
- Établissements hospitaliers

La commune abrite trois anciens sanatoriums reconvertis en établissements hospitaliers de convalescence et de rééducation. La construction de ces établissements remonte au début du XXe siècle, la ligne du funiculaire fut construite pour pouvoir amener les matériaux pour la construction de Rocheplane, le plus ancien des trois, sur le site du plateau des Petites Roches, difficile d'accès. Ils sont maintenant détruits et l'espace ainsi libéré est reconverti en zone verte.
1. AMM Rocheplane : ancien sanatorium de l'Association métallurgique et minière ouvert en 1929.
2. Centre médico-chirurgical (CMC) Les Petites-Roches : ancien sanatorium des Petites-Roches ouvert en 1933.
3. Centre médico-universitaire Daniel-Douady (CMUDD) : ancien Centre universitaire de cure, ancien sanatorium des étudiants de France ouvert en 1935.

- La pierre à cupules de Saint-Hilaire-du-Touvet a été déplacée. Actuellement elle se trouve déposée au flanc de l'église[28]

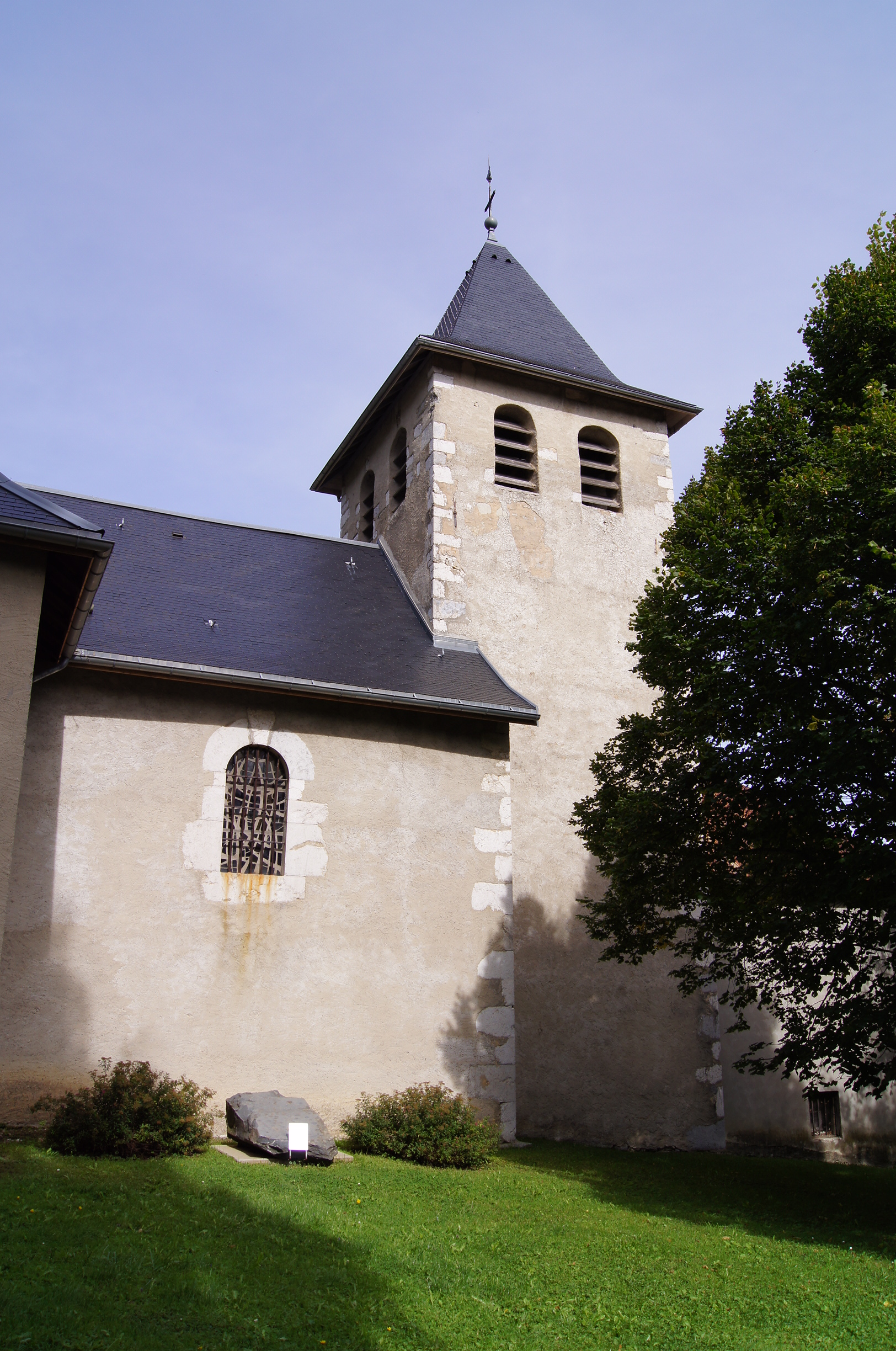
La pierre à cupules.

- Le moulin de Porte Traine, moulin à eau d'origine médiévale.

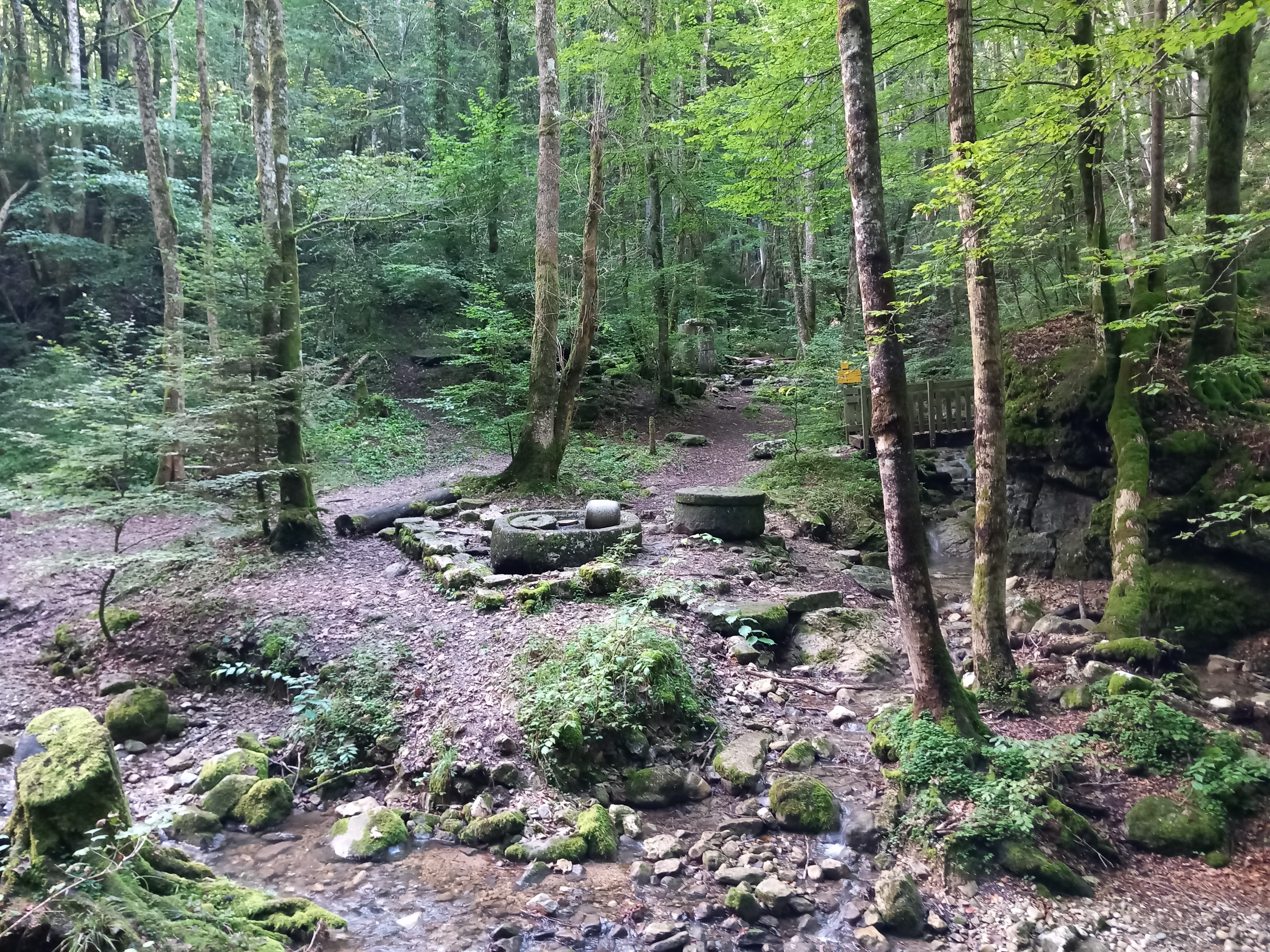
Site du moulin de Porte Traine

#### Commune déléguée de Saint-Pancrasse

##### Patrimoine religieux
- L’église Saint-Pancrace de Saint-Pancrasse

L’église et son coq
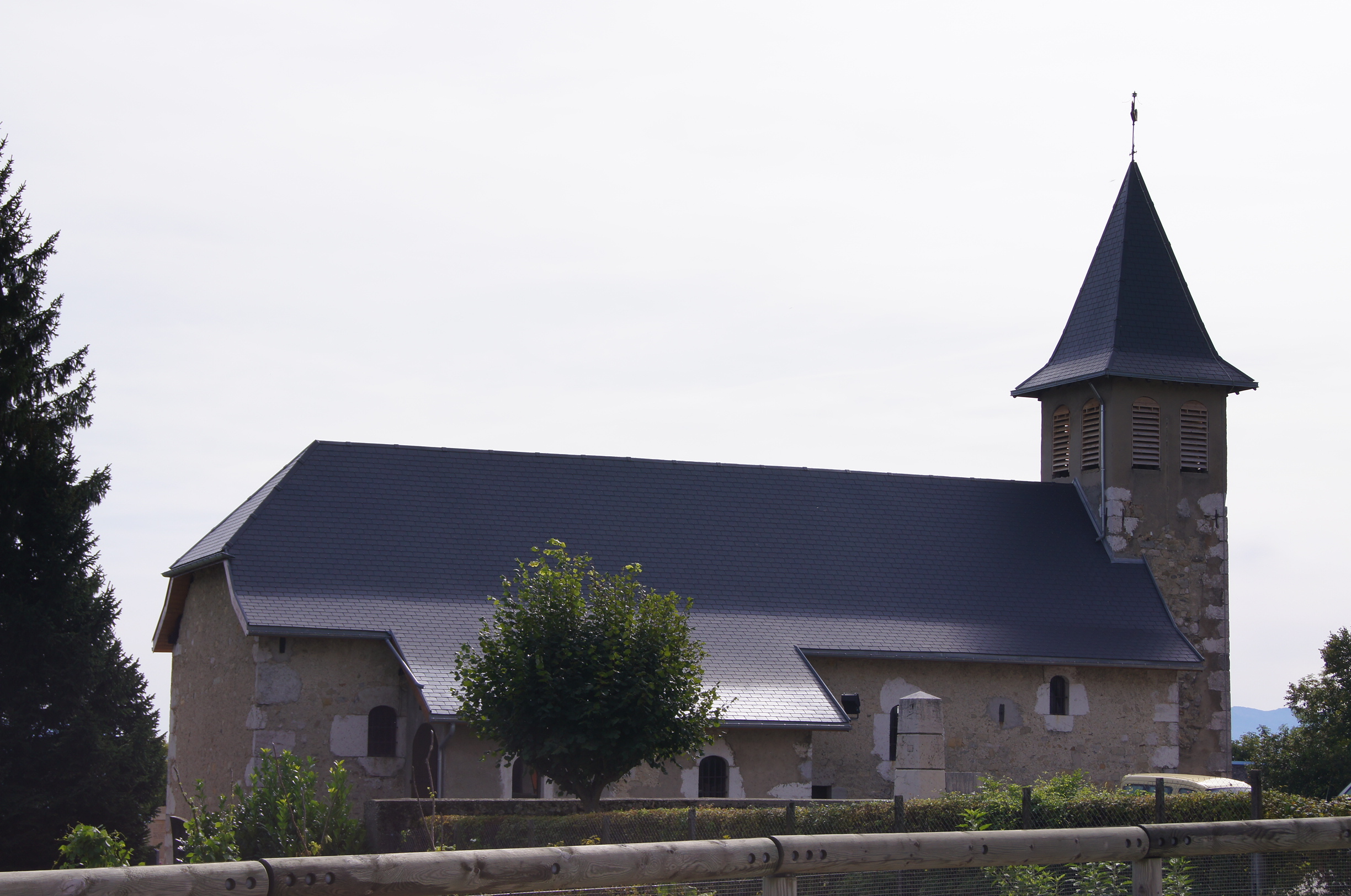
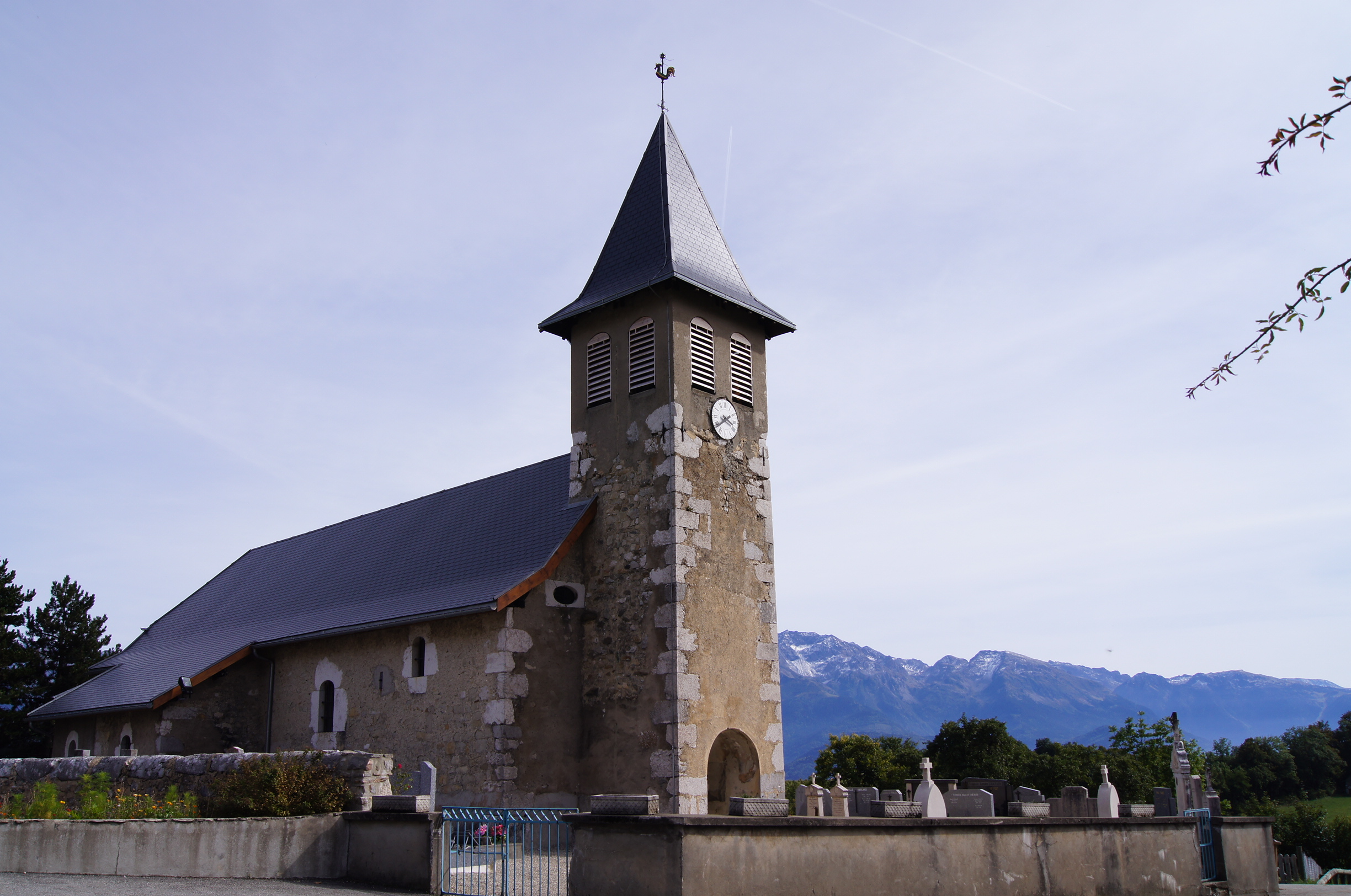
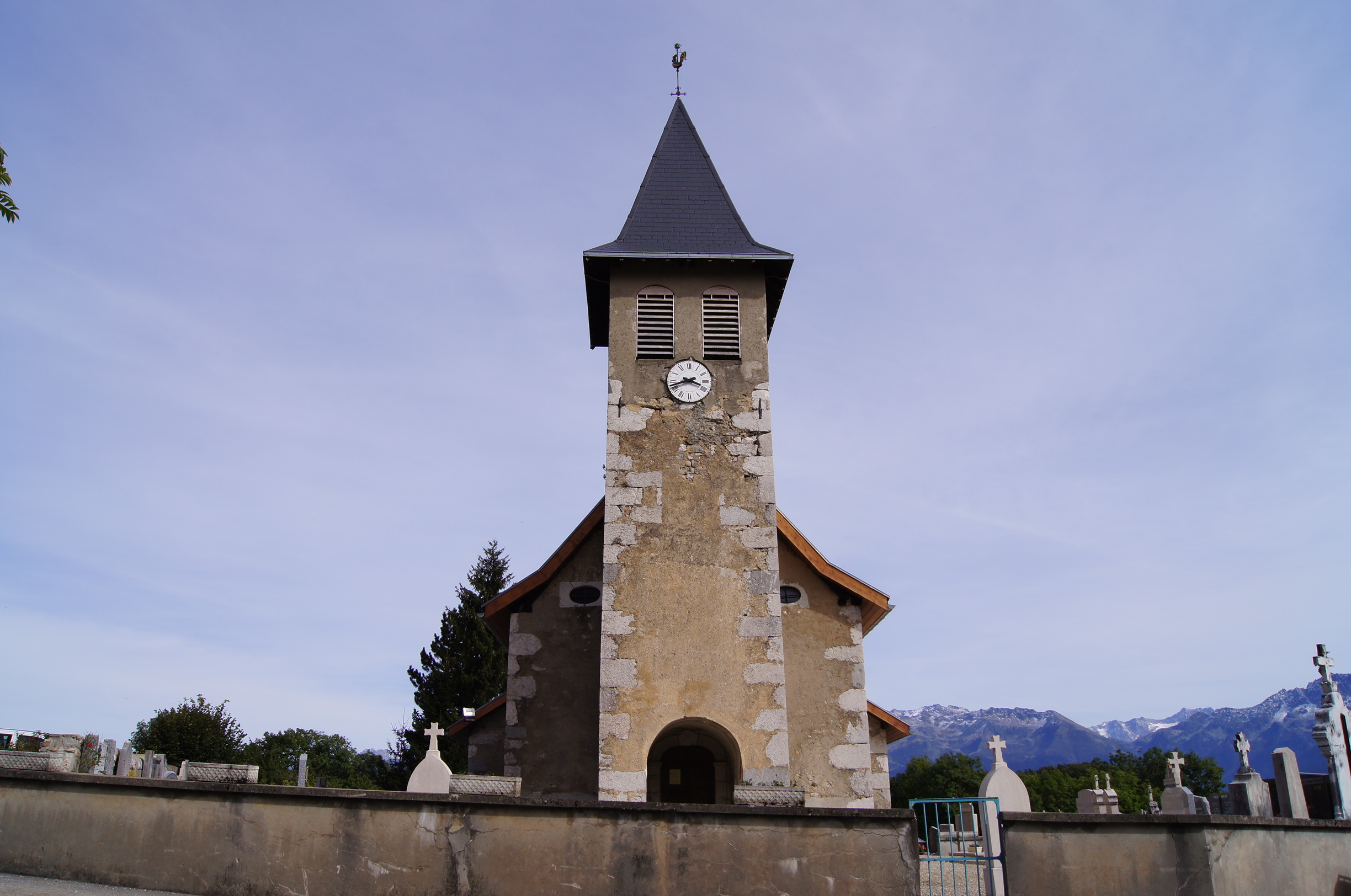
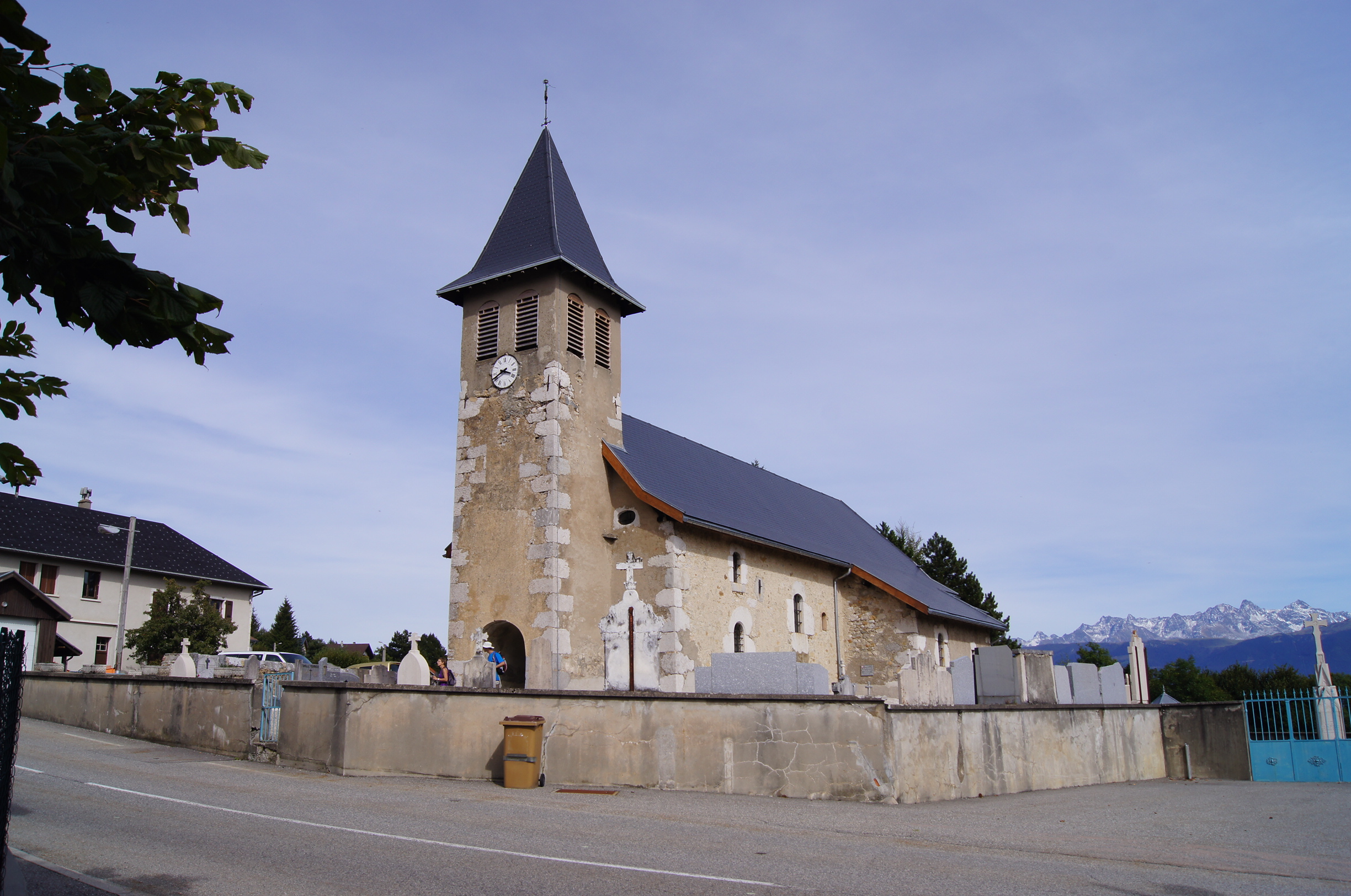
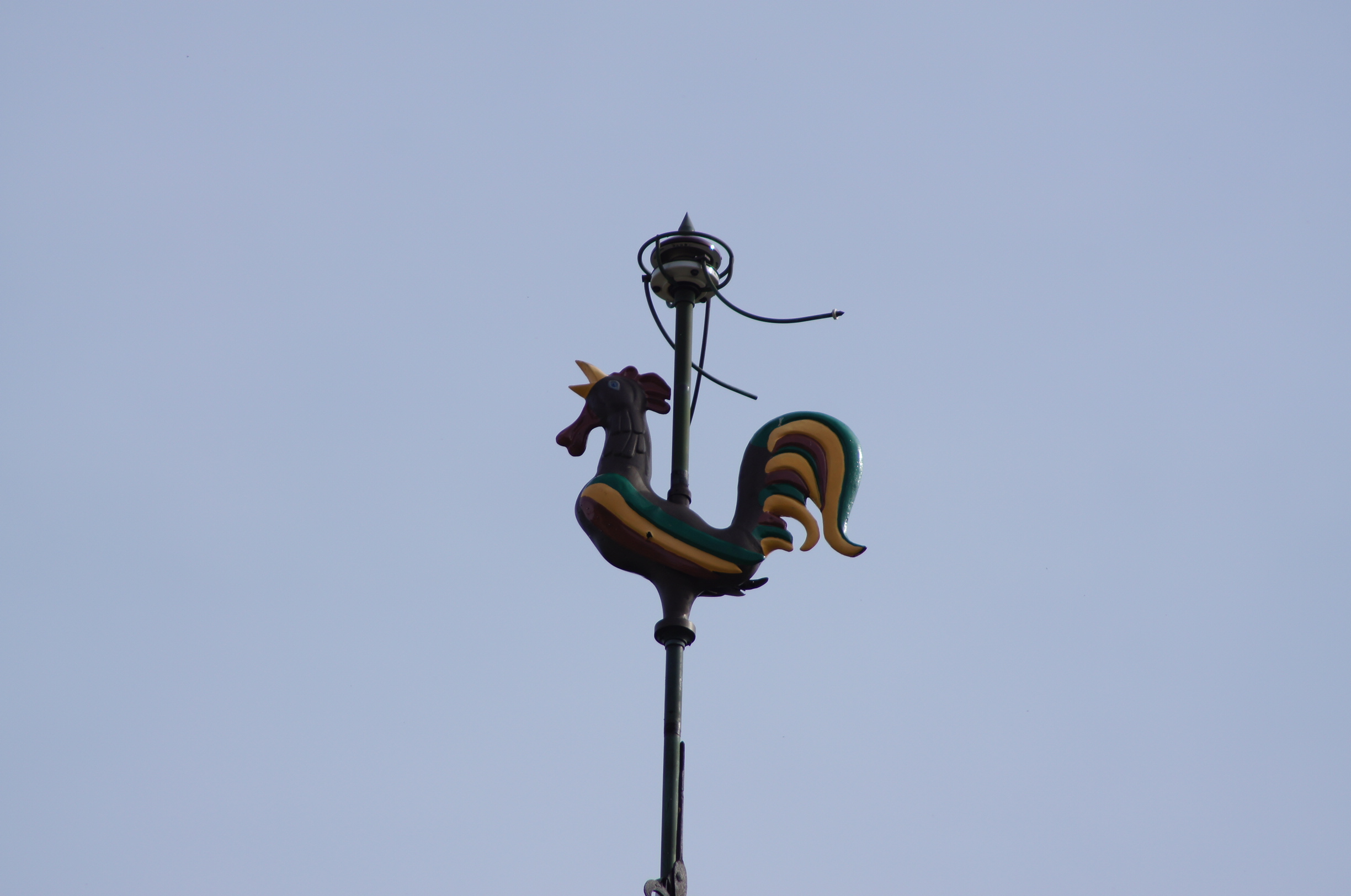

##### Patrimoine civil
- Les typiques maisons cartusiennes[29]

### Héraldique
| Blason à dessiner | Plateau-des-Petites-Roches possède des armoiries dont l'origine et le blasonnement exact ne sont pas disponibles. |